# Championnat du Botswana de football 2023-2024
Navigation
Saison précédente Saison suivante
La saison 2023-2024 du Championnat du Botswana de football est la cinquante-huitième édition du championnat de première division au Botswana. Les seize meilleures équipes du pays sont regroupées au sein d’une poule unique où ils s’affrontent deux fois au cours de la saison, à domicile et à l’extérieur. En fin de saison, les trois derniers du classement sont relégués et remplacés par les trois meilleurs clubs de deuxième division.
Le club Jwaneng Galaxy FC est le tenant du titre et remporte de nouveau le championnat et le troisième titre de champion de son histoire.

## Qualifications continentales
Le champion du Botswana se qualifie pour la Ligue des champions de la CAF 2024-2025 tandis que le vainqueur de la Mascom Top 8 obtient son billet pour la Coupe de la confédération 2024-2025.

## Les clubs participants
- Township Rollers
- Police XI
- Orapa United
- Jwaneng Galaxy FC
- Botswana Defence Force XI
- Security Systems FC
- Morupule Wanderers
- Gaborone United
- Sua Flamingo FC
- Masitaoka FC
- Nico United
- Holy Ghost FC
- Eleven Angels FC
- TAFIC FC - Promu de D2
- Matebele FC - Promu de D2
- VTM FC - Promu de D2

## Compétition
Le barème utilisé pour établir le classement est le suivant :
- Victoire : 3 points
- Match nul : 1 point
- Défaite : 0 point

### Classement
| Rang | Équipe                    | Pts | J  | G  | N  | P  | Bp | Bc | Diff |
| ---- | ------------------------- | --- | -- | -- | -- | -- | -- | -- | ---- |
| 1    | Jwaneng Galaxy FC T C     | 65  | 30 | 20 | 5  | 5  | 45 | 17 | +28  |
| 2    | Township Rollers          | 64  | 30 | 19 | 7  | 4  | 52 | 16 | +36  |
| 3    | Gaborone United           | 63  | 30 | 19 | 6  | 5  | 50 | 20 | +30  |
| 4    | Security Systems FC       | 44  | 30 | 13 | 5  | 12 | 39 | 40 | -1   |
| 5    | TAFIC FC P                | 38  | 30 | 10 | 8  | 12 | 32 | 37 | -5   |
| 6    | VTM FC P                  | 37  | 30 | 10 | 7  | 13 | 31 | 33 | -2   |
| 7    | Sua Flamingo FC           | 36  | 30 | 10 | 6  | 14 | 36 | 32 | +4   |
| 8    | Botswana Defence Force XI | 36  | 30 | 8  | 12 | 10 | 21 | 23 | -2   |
| 9    | Masitaoka FC              | 36  | 30 | 9  | 9  | 12 | 25 | 29 | -4   |
| 10   | Orapa United              | 32  | 30 | 7  | 11 | 12 | 27 | 27 | 0    |
| 11   | Matebele FC P             | 32  | 30 | 7  | 11 | 12 | 32 | 36 | -4   |
| 12   | Nico United               | 32  | 30 | 7  | 11 | 12 | 27 | 33 | -6   |
| 13   | Morupule Wanderers        | 35  | 30 | 7  | 9  | 14 | 35 | 44 | -9   |
| 14   | Eleven Angels FC          | 25  | 30 | 5  | 10 | 15 | 28 | 44 | -16  |
| 15   | Police XI                 | 24  | 30 | 5  | 9  | 16 | 23 | 42 | -19  |
| 16   | Holy Ghost FC             | 23  | 30 | 5  | 8  | 17 | 20 | 50 | -30  |

|  | Qualification pour la Ligue des champions de la CAF 2024-2025         |
|  | Qualification pour la Coupe de la confédération 2024-2025             |
|  | Relégation directe en deuxième division                               |
|  | T : Tenant du titre C ; Vainqueur de la Orange FA Cup P : Promu de D2 |

- Orapa United est qualifié pour la Coupe de la confédération 2024-2025 en tant que finaliste de la Coupe du Botswana, celle ci étant remportée par le champion Jwaneng Galaxy FC[2].

- Lors de la 13e et la  14e journée certains clubs décident de boycotter les matchs en réponse à un projet de la fédération de réduire les participants du championnat[3], les clubs incriminés sont pénalisés[4].

## Bilan de la saison
| Championnat du Botswana de football 2023-2024 |                              |
| Champion                                      | Jwaneng Galaxy FC (3e titre) |
| Coupes et trophées                            |                              |
| Vainqueur de la Coupe du Botswana 2023-2024   | Jwaneng Galaxy FC            |
| Qualifications continentales                  |                              |
| Ligue des champions de la CAF 2024-2025       | Jwaneng Galaxy FC            |
| Coupe de la confédération 2024-2025           | Orapa United                 |
| Promotions et relégations                     |                              |
| Promus en Premier League                      | Chadibe FC                   |
| Promus en Premier League                      | União Flamengo Santos        |
| Promus en Premier League                      | LCS Extension Gunners        |
| Relégués en Second Division                   | Eleven Angels FC             |
| Relégués en Second Division                   | Police XI                    |
| Relégués en Second Division                   | Holy Ghost FC                |